# سرکلند

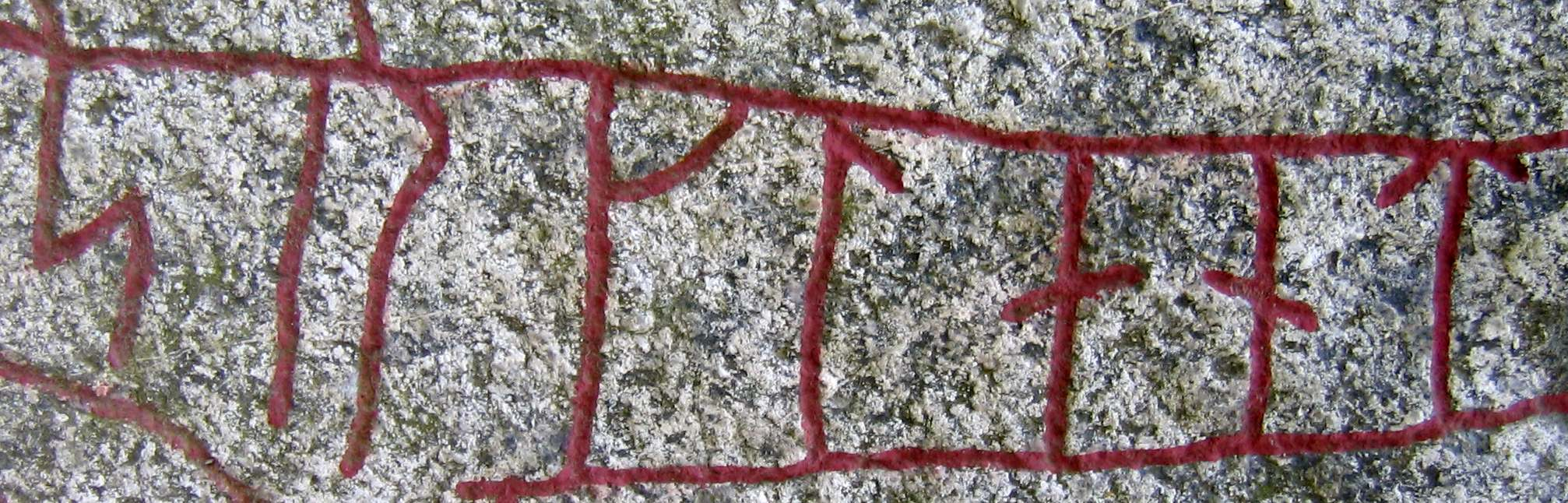
یک متن نورسی باستان با عبارت سرکلند.

در متون نورسی باستان مثل ساگاها و سنگ‌های رونی، سرکلند نامی بوده است که به خلافت عباسیان و احتمالاً مناطق مسلمان‌نشین همسایه آن گفته می‌شده است. دلیل نامگذاری هم به این دلیل بوده که اروپایی ها سرزمین های اسلامی را به نام سرزمین های شرقی می‌شناختند و سرکلند همان سرزمین شرقی میباشد.